# فرد جولدسميث
فرد جولدسميث (بالإنجليزية: Fred Goldsmith)‏ هو لاعب كرة قاعدة أمريكي، ولد في 15 مايو 1856 في نيو هيفن في الولايات المتحدة، وتوفي في 28 مارس 1939 في بيركلي في الولايات المتحدة.